# That's Life
That's Life (traducido: Así es la Vida) es un álbum de Frank Sinatra lanzado en 1966. Siendo su quincuagésimo álbum, fue arreglado y conducido por Ernie Freeman. El álbum, nombrado por la notable canción título, "That's Life", es uno de los 5 mejores álbumes de Frank Sinatra durante el fenómeno de la época rock.[cita requerida]

## Lista de canciones
1. "That's Life" (Dean Kay, Kelly Gordon) – 3:07
2. "I Will Wait for You" (Michel Legrand, Norman Gimbel, Jacques Deny) – 2:16
3. "Somewhere My Love (Lara's Theme)" (From Doctor Zhivago) (Paul Francis Webster, Maurice Jarre) – 2:19
4. "Sand and Sea" (Gilbert Bécaud, Maurice Vidalin, Mack David) – 2:29
5. "What Now My Love" (Bécaud, Carl Sigman, Pierre Leroyer) – 2:32
6. "Winchester Cathedral" (Geoff Stephens) – 2:38
7. "Give Her Love" (Jim Harbert) – 2:14
8. "Tell Her (You Love Her Each Day)" (Samuel Ward, Charles Watkins) – 2:42
9. "The Impossible Dream (The Quest)" (Joe Darion, Mitch Leigh) – 2:34
10. "You're Gonna Hear from Me" (André Previn, Dory Previn) – 2:51

## Personal
- Frank Sinatra: voz solista
- Betty Jean Baker: coros
- Gwenn Johnson: coros
- Robin Jackie Ward: coros
- Mike Melvoin: órgano Hammond
- Bill Miller: piano
- Gary Coleman, de la banda The Wrecking Crew: vibráfono[1]
- Ray Pohlman: guitarra eléctrica[1]
- Louis Morell: guitarra acústica
- Al Casey: guitarra acústica[1]
- Larry Knechtel: bajo eléctrico Fender Precision Bass[1]
- Hal Blaine: batería
- Ernie Freeman: arreglista
- Donnie Lanier: director de orquesta[1]
- instrumentos de cuerda[1]
  - Norman Botnick: viola
  - Joseph DiFiore: viola
  - Alex Neiman: viola
  - Abraham Weiss: viola
  - Joseph DiTullio: violonchelo
  - Armand Kaproff: violonchelo
  - Kurt Reher: violonchelo
  - Frederick Seykora: violonchelo
  - Ray Brown: contrabajo
- instrumentos de viento de metal[1]
  - Cappy Lewis: trompeta
  - Ollie Mitchell: trompeta
  - Tony Terran: trompeta
  - Buddy Collette: saxofón, vientos de madera
  - Bill Green: saxofón, vientos de madera
  - Plas Johnson: saxofón, vientos de madera
  - Willie Schwartz: saxofón, vientos de madera
  - Louis Blackburn: trombón
  - Dick Hyde: trombón
  - Lew McCreary: trombón

- Jimmy Bowen: productor del álbum
- Eddie Brackett: ingeniero del álbum
- Jimmy Brown: productor del álbum
- Stan Cornyn: notas del álbum
- Bill George: portada del álbum, ilustraciones, trabajo artístico
- Lee Herschberg: ingeniero de sonido del álbum
- Ed Thrasher: dirección artística del álbum

## Recepción
All Music le dio tres de cinco estrellas, criticando que el blues de la canción título no se mantiene en el resto del álbum.
A pesar de ello, That´s Life alcanzó el puesto 6 en las tablas de Billboard de 1967. En 1966, la canción título, como sencillo, llegó al primer puesto de Billboard Adulto Contemporáneo.

## Letra de la canción «That’s life»
That's life 
 (That's life) 
 That's what all the people say 
 You're riding high in April, shot down in May 
 But I know I'm gonna change that tune 
 When I'm back on top, back on top in June 
 I said that's life 
 (That's life) 
 And as funny as it may seem 
 Some people get their kicks 
 Stomping on a dream 
 But I don't let it, let it get me down 
 Cause this fine old world, it keeps spinnin' around 
 I've been a puppet, a pauper, a pirate, a poet 
 A pawn and a king 
 I've been up and down and over and out 
 And I know one thing 
 Each time I find myself 
 Flat on my face 
 I pick myself up and get 
 Back in the race 
 That's life 
 (That's life) 
 I tell you, I can't deny it 
 I thought of quitting, baby 
 But my heart just ain't gonna buy it 
 And if I didn't think it was worth one single try 
 I'd jump right on a big bird and then I'd fly 
 I've been a puppet, a pauper, a pirate, a poet 
 A pawn and a king 
 I've been up and down and over and out 
 And I know one thing 
 Each time I find myself layin' 
 Flat on my face 
 I just pick myself up and get 
 Back in the race 
 That's life 
 (That's life) 
 That's life and I can't deny it 
 Many times I thought of cutting out but my heart won't buy it 
 But if there's nothing shaking come this here July 
 I'm gonna roll myself up 
 In a big ball and die 
 My, my